# Ifigenia (Racine)
Ifigenia (Iphigénie)  è una tragedia in 5 atti di Jean Racine, ispirata al mito di Ifigenia.
Venne rappresentata per la prima volta a Versailles il 18 agosto 1674, e fu pubblicata l'anno successivo a Parigi "Chez Claude Barbin ... Avec privilege du Roy".

## Trama
La flotta greca è pronta per salpare verso Troia, ma i venti sono fermi e il mare è piatto: l'oracolo Calcante (una figura che non compare mai sulle scene ma del quale sono riportate le parole) annuncia il volere degli Dei affinché le navi possano partire, ossia il sacrificio della figlia del re dei re Agamennone: Ifigenia.
Tutta la tragedia è costruita su equivoci tragici e sul conflitto interiore di Agamennone, diviso tra l'ambizione di re e le responsabilità di fronte all'esercito che vuole partire per cercare gloria sui lidi di Troia contro l'amore paterno per la figlia, promessa sposa di Achille il quale giurerà di difenderla a costo della vita contro il volere degli Dei. Ulisse esorta l'uomo al sacrificio, ricordandogli doveri e possibilità delle conseguenze dell'atto.
Dopo una serie di ripensamenti, Agamennone decide di ingannare l'oracolo per evitare il sacrificio, permettendo la fuga di Ifigenia e della propria moglie Clitennestra ma Erifile, portata in Aulide come schiava dopo la vittoria di Achille a Lesbo, la quale non conosce le sue origini e il suo nome, seppure senta dentro di sé di appartenere a una stirpe reale, innamorata segretamente dell'eroe, delazionerà l'inganno progettato da Agamennone a Calcante.
Il sacrificio sembra imminente, quando Calcante chiarisce l'oracolo: c'è un'altra Ifigenia che deve essere resa in dono agli Dei. Si tratta della schiava Erifile, nata dalla relazione clandestina tra Elena e Teseo e chiamata segretamente Ifigenia.

## Differenze tra le tragedie antiche e quella di Racine
Euripide tratta di Ifigenia in due opere: Ifigenia in Tauride (scritta per prima, ma che svolge una vicenda cronologicamente successiva a quella del sacrificio in Aulide), in cui si inscena la storia del riconoscimento tra la giovane e il suo fratello minore Oreste, e Ifigenia in Aulide, in cui si presenta la vicenda interiore di Agamennone alle prese con un oracolo per lui decisamente infausto. In questa opera, Ifigenia viene salvata dal sacrificio dalla dea Artemide, la quale trasforma in extremis la fanciulla in una cerva (per cui tutti si accorgono della trasformazione e sostengono la dipartita della ragazza con gli dei, ma sappiamo dall'altra opera euripidea quale ne fu il destino).
Racine grazie alla sua straordinaria conoscenza dei miti classici attinge questo finale da un'altra versione classica anche se molto meno nota, quella di Stesicoro.
Il motivo di questa scelta si può ricondurre alla consuetudine, per gli autori di opere teatrali del periodo, di attenersi a delle regole: la bienséance (decoro, decenza), secondo la quale sarebbe stato ignobile far comparire sulle scene il sacrificio di una fanciulla esente da colpe, e la vraisemblance (verosimiglianza), per cui la trasformazione di una donna in cervo non sarebbe stata verosimile.